# Chilchinbito
Chilchinbito è una località degli Stati Uniti d'America, situata nella Contea di Navajo, nello Stato dell'Arizona.